# Endzeit

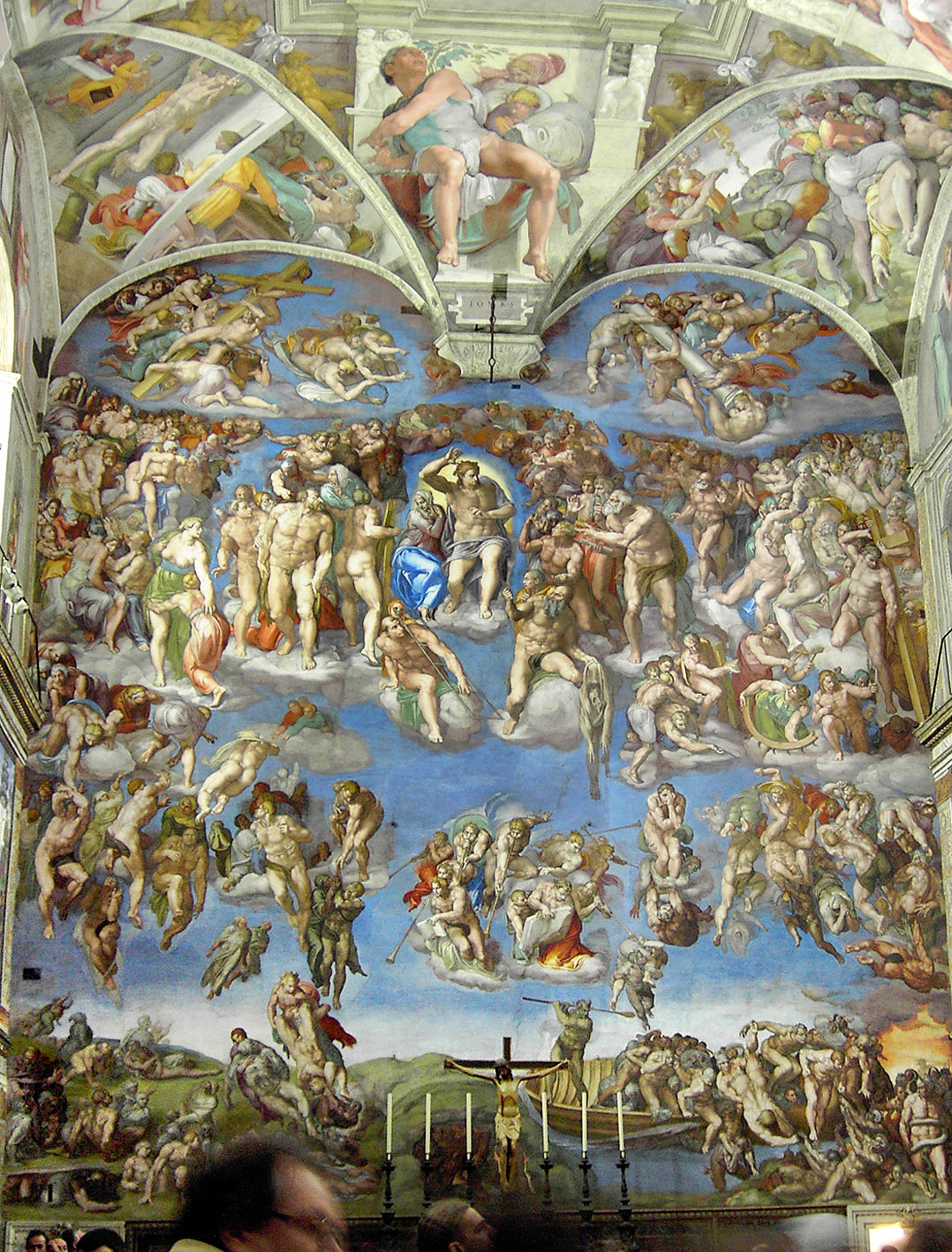
Das Jüngste Gericht in der Sixtinischen Kapelle (Wandgemälde von Michelangelo, 1537–1541)

Als Endzeit wird die letzte Zeit vor dem Weltuntergang bezeichnet. In der Terminologie der abrahamitischen Religionen fällt unter den Begriff auch die Zeit vor dem erlösenden Erscheinen des Messias.

## Endzeit im Judentum
Nach jüdischer Vorstellung bricht die Endzeit mit dem Kommen des jüdischen Messias an und kann nur durch das Handeln der Menschen in Richtung Frieden und Gerechtigkeit herbeigerufen werden. Dagegen ist der Glaube an eine Selbstzerstörung der Welt, an einen Weltuntergang oder an Armageddon, z. B. durch Katastrophen, Atomkriege oder Terrorismus, nicht im Judentum vertreten.
Einem jüdischen Glaubenssatz von Maimonides zufolge wird eines Tages ein direkter Abkömmling des Königs David als jüdischer Anführer erscheinen. Dieser wird den Tempel in Jerusalem erneut aufbauen und alle Juden im Land Israel vereinen. Krieg, Not und Hunger enden und eine Zeit weltweiten universellen Friedens und Wohlergehens wird beginnen und in der Welt Bestand haben. Alle Menschen werden den einen unteilbaren Gott anerkennen und das jüdische Volk wird sich mit der Tora beschäftigen.

## Endzeit im Christentum
Nach dem Neuen Testament geht die Endzeit der Wiederkunft Jesu Christi und dem Jüngsten Gericht voraus. Sie wird in der eschatologischen Rede Jesu Christi (Matthäusevangelium 24–25, Markusevangelium 13 und Lukasevangelium 21,5–36), im zweiten Brief des Paulus an die Thessalonicher und in der Offenbarung des Johannes beschrieben. Ihre Kennzeichen sind:
- die Zerstörung des Jerusalemer Tempels (Mt 24,2 EU)
- Auftreten falscher Messiasse und Propheten (Mt 24,5.11.23–28 EU)
- Kriege, Hungersnöte und Erdbeben (Mt 24,6 f. EU)
- Christenverfolgungen und Missachtung des mosaischen Gesetzes (Mt 24,9–12 EU)
- die Entweihung des Tempels, wie bei Daniel 9,27, 11,31 und 12,11 vorhergesagt (Mt 24,15 EU)
- die Flucht der Bewohner von Judäa in die Berge (Mt 24,16 EU)
- Verdunkelung von Sonne, Mond und Sternen (Mt 24,16 EU)
- allgemein eine große Trübsal oder „große Not“ (Mt 24,21 EU)
- Abfall und Auftreten eines Widersachers, der von sich sagt, er wäre Gott (2 Thess 2,3 EU)
- sieben Siegel-Gerichte (Offb 6–8 EU)
- sieben Posaunen-Gerichte (Offb 8 EU)
- Entstehung eines großen mächtigen Reiches (Offb 13 EU)
- das Aufkommen des Antichristen und des falschen Propheten (Offb 13 EU und 16 EU)
- die Flucht der Christen vor dem Antichristen für 1.260 Tage (Offb 12 EU)
- die Sieben Plagen der Endzeit (Offb 16 EU)
- die Entmachtung der Hure Babylon (Offb 17 EU)
- die Tötung des dritten Teils der Menschen (Offb 9,15 EU)
- in Israel Auftritt von zwei Zeugen für 1.260 Tage
- das Aufkommen von Tier, Bild und des Malzeichens des Tieres (Offb 14,9 ff. EU und 20,4 EU)

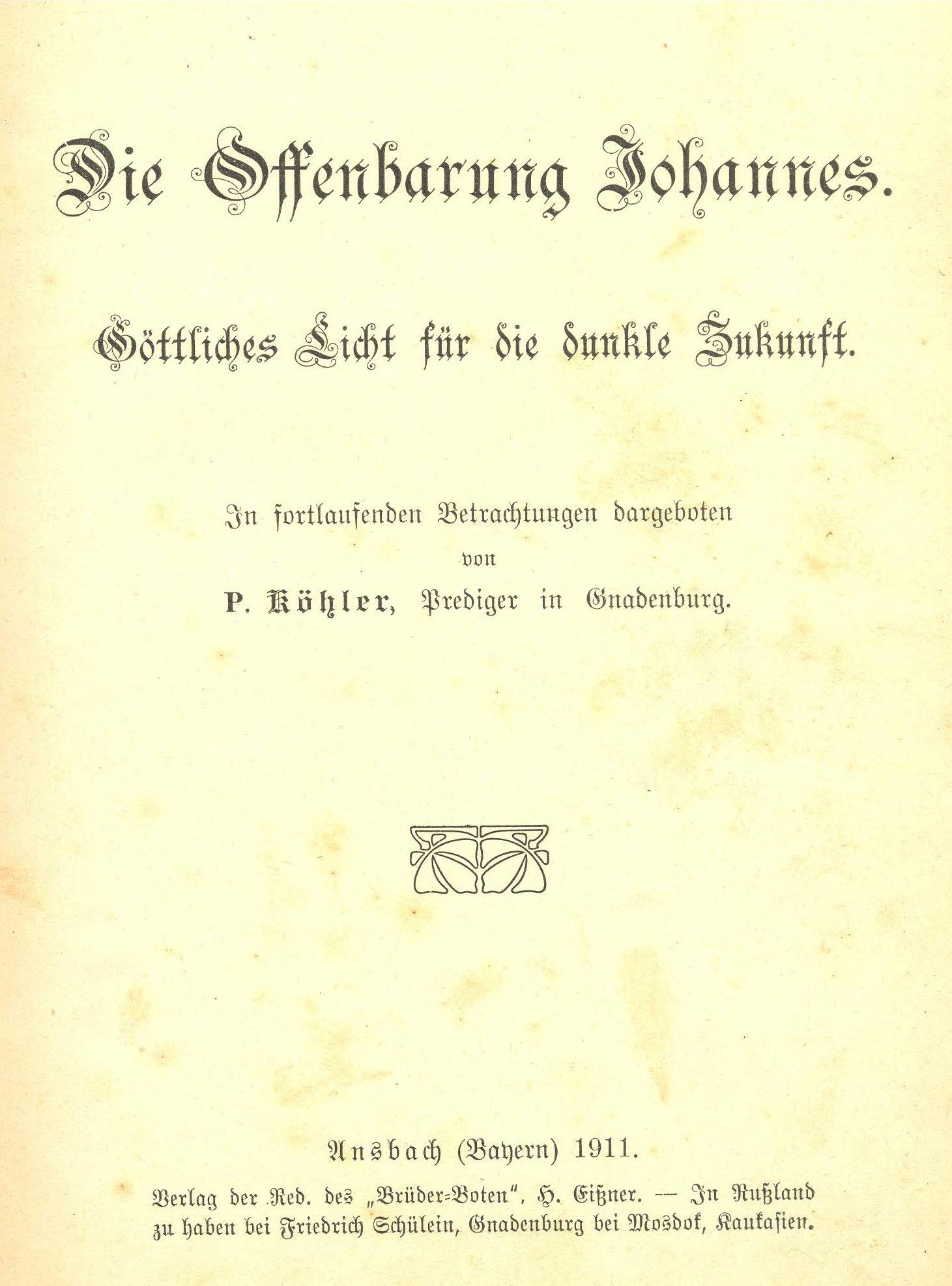
Titelblatt einer Auslegung der Johannesoffenbarung von 1911. Der Gnadenburger Autor erhebt den Anspruch, dass das endzeitliche Auftreten des Antichristen unmittelbar bevorstünde. Die traditionellen Volkskirchen werden hier in die Nähe der abzulehnenden „Hure Babylon“ gebracht

Diese Angaben, zu denen noch die Entrückung der noch lebenden Christen nach 1 Thess 4,17  und das Tausendjährige Friedensreich nach Offenbarung 20  kommen, werden von verschiedenen dispensationalistischen Gruppen, die in Naherwartung leben (Brüderbewegung und andere Evangelikale, Adventisten, Zeugen Jehovas und weitere Endzeitgemeinden), zu jeweils unterschiedlichen Szenarien über die letzten Tage vor der Parusie und der Endschlacht Harmagedon ausgedeutet.
Nach dem Katechismus der katholischen Kirche muss die Kirche vor Christi Wiederkunft „eine letzte Prüfung durchmachen, die den Glauben vieler erschüttern wird“. In einer Christenverfolgung werde das „Mysterium der Bosheit“ enthüllt und viele dazu bringen, vom Glauben abzufallen und einer „Scheinlösung ihrer Probleme“ anzuhängen: „Der schlimmste religiöse Betrug ist der des Antichristen, das heißt eines falschen Messianismus, worin der Mensch sich selbst verherrlicht, statt Gott und seinen im Fleisch gekommenen Messias.“ Das Reich Gottes werde „nicht durch einen geschichtlichen Triumph der Kirche zustande kommen, sondern durch den Sieg Gottes im Endkampf mit dem Bösen“. Die „Braut Christi“ werde vom Himmel herabkommen, und nach einer „letzten kosmischen Erschütterung dieser Welt, die vergeht“, werde das Jüngste Gericht abgehalten, der „Triumph Gottes über den Aufstand des Bösen“.

## Endzeit im Islam
Siehe Islamische Eschatologie.